# Eleazar
Eleazar – postać biblijna występująca w Starym Testamencie, syn Aarona i jego żony Eliszeby, arcykapłan. Miał trzech braci: Nadaba, Itamara i Abihu. Jego synem był Pinchas. Eleazar zmarł w tym samym czasie co Jozue, a pochowano go w mieście Gabata